# 9274 Amylovell
9274 Amylovell eller 1980 FF3 är en asteroid i huvudbältet som upptäcktes den 16 mars 1980 av den svenske astronomen Claes-Ingvar Lagerkvist vid La Silla-observatoriet i Chile. Den är uppkallad efter den amerikanske astronomen Amy Jean Lovell.
Asteroiden har en diameter på ungefär 6 kilometer.